# Сан-Мамеди-ди-Ресезиньюш
Сан-Мамеди-ди-Ресезиньюш (порт. São Mamede de Recezinhos)  —  район (фрегезия) в Португалии,  входит в округ Порту. Является составной частью муниципалитета  Пенафиел. По старому административному делению входил в провинцию Дору-Литорал. Входит в экономико-статистический  субрегион Тамега, который входит в Северный регион. Население составляет 1528 человек на 2001 год. Занимает площадь 3,78 км².